# Västra Låssby
Västra Låssby is een plaats in de gemeente Göteborg in het landschap Bohuslän en de provincie Västra Götalands län in Zweden. De plaats heeft 103 inwoners (2005) en een oppervlakte van 10 hectare. De plaats ligt op het eiland Hisingen op een paar kilometer van de stad Göteborg.